# Jan Stejskal (Fußballspieler)
Jan Stejskal (* 15. Januar 1962 in Brünn) ist ein ehemaliger tschechischer Fußballspieler und derzeitiger -trainer.

## Vereinskarriere
Jan Stejskal spielte in seiner Jugend für Zbrojovka Brno. 1981 wechselte er zu RH Cheb, um dort seinen Wehrdienst abzuleisten. Er wurde an RH Sušice abgegeben, kehrte aber zur Saison 1982/83 nach Cheb zurück. Dort kam der Torwart zu seinen ersten Ligaeinsätzen. 
1983/84 sicherte sich Sparta Prag die Dienste des Talents. Stejskal kam in seinem ersten Jahr bei Sparta auf 14 und in seiner zweiten Spielzeit auf 22 Einsätze. Stammtorhüter war er ab der Saison 1985/86. 1990 wechselte Stejskal in die englische Premier League zu Queens Park Rangers, wo er vier erfolgreiche Jahre verbrachte. 1994 kehrte er nach Tschechien zurück und unterschrieb bei Spartas größtem Rivalen Slavia Prag. 1998 wechselte er zu Viktoria Žižkov, machte dort aber nur noch vier Spiele.

## Nationalmannschaft
Sein Länderspieldebüt gab Jan Stejskal am 29. Mai 1986 gegen Island, als er in der 74. Spielminute für Luděk Mikloško eingewechselt wurde. Er stand im Tor der Tschechoslowakei bei der Weltmeisterschaft 1990. Sein letztes Spiel absolvierte Stejskal am 25. Mai 1994 gegen Litauen, in der zweiten Halbzeit wurde er für Petr Kouba eingewechselt.

## Trainerkarriere
In der Saison 1999/00 arbeitete Stejskal als Torwarttrainer bei Slavia Prag. 2000 wechselte er zu Sparta Prag, wo er seitdem diese Funktion ausübt. Seit 2002 ist er auch bei der Tschechischen Nationalmannschaft Torwart- und Assistenztrainer.